# Кокотович, Петар
Петар Милан Кокотович (с 1929 года — Питер Ковик; серб. Петар Кокотовић; нем. Peter Kokotowitsch; англ. Peter Kovick; 8 октября 1890, Плашки, Карловачка — 12 июля 1968, Чикаго, Иллинойс) — австрийский борец классического стиля. Участник летних Олимпийских игр 1912 года.

## Биография
Петар Кокотович родился 8 октября 1890 года в австро-венгерской деревне Плашки (сейчас в Хорватии).
Выступал в соревнованиях по борьбе за «Винер» из Вены.
В июне 1912 году выиграл отборочный олимпийский турнир в Вене.
В 1912 году вошёл в состав сборной Австрии на летних Олимпийских играх в Стокгольме. В весовой категории до 75 кг в первом раунде за 10 минут выиграл у Андреа Гаргано из Италии, во втором раунде за 17 минут проиграл Эдвину Фетстрёму из Швеции, в третьем раунде за 23 минуты победил Яниса Полиса из России, в четвёртом раунде на 21-й минуте проиграл Аугусту Йокинену из Финляндии и выбыл из борьбы.
Вскоре после Олимпиады эмигрировал в США, где получил американское гражданство и 27 марта 1929 года сменил имя на Питер Ковик.
Занимался предпринимательством. Работал в компании Continental Can Company, которая выпускала металлические банки. Был руководителем подразделения до ухода на пенсию в 1954 году. Впоследствии был консультантом Campbell Soup Company.
Занимался общественной работой в сербско-американских организациях, помогал беженцам, прибывшим в США после Второй мировой войны.
Умер 12 июля 1968 года в американском городе Чикаго.